# Talaromyces ruber
Talarómyces rúber (лат.) — вид несовершенных грибов (телеоморфная стадия неизвестна), относящийся к роду Таларомицес (Talaromyces). Ранее включался в состав рода Пеницилл (Penicillium) как Penicillium rubrum (пеници́лл кра́сный).

## Описание
Колонии на CYA на 7-е сутки 2—3,5 см в диаметре, вдавленные в центральной части, с белым, жёлтым и красным мицелием, с обильным спороношением в оливково-зелёных или серо-зелёных тонах. В среду выделяется необильный красный пигмент. Экссудат отсутствует. Реверс коричнево-красный.
На агаре с солодовым экстрактом (MEA) колонии с белым и жёлтым мицелием, в центре несколько приподнятые и вдавленные, бархатистые. Спороношение обильное, серо-зелёное. Реверс в центре до тёмно-коричневого, ближе к краю коричнево-красный, иногда серо-жёлтый или серо-оранжевый. Растворимый пигмент в среду не выделяется.
На агаре с дрожжевым экстрактом и сахарозой (YES) колонии в центре приподнятые, с белым мицелием, обычно бархатистые, с обильным серо-зелёным спороношением. Растворимый пигмент не выделяется, реверс колоний серо-коричневый, коричневый, ближе к краю — оранжевый, светло-коричневый.
Конидиеносцы — двухъярусные кисточки, с гладкостенной ножкой 100—250 мкм длиной и 2,5—3 мкм толщиной. Метулы в мутовке по 3—5, 7—12 мкм длиной. Фиалиды игловидные, по 3—6 в пучке, 9—12 × 2—2,5 мкм. Конидии эллипсоидальные, гладкостенные, 2,5—3,5 × 1,5—2 мкм.

### Отличия от близких видов
Отличается от других видов, в том числе Talaromyces purpurogenus, быстрым ростом на стандартных средах и красноватым реверсом и бархатистой текстурой колоний на MEA.

## Экология и значение
Преимущественно почвенный гриб, изредка встречающийся в качестве загрязнителя на разных органических субстратах.

## Таксономия
Talaromyces ruber (Stoll) Yilmaz, Houbraken, Frisvad & Samson, Persoonia 29: 48 (2012). — Penicillium rubrum Stoll, Beitr. Charakt. Penicillium-Arten 35 (1904).